# Syndrome de Gillette
Le syndrome de Gillette est un terme utilisé pour qualifier les bouleversements sociaux causés dans une communauté par une croissance démographique rapide et soudaine. Ces bouleversements sont souvent une augmentation de la criminalité, une dégradation de la santé mentale, un affaiblissement des liens sociaux et communautaires, un coût de la vie anormalement élevé, et d'autres problèmes sociaux.

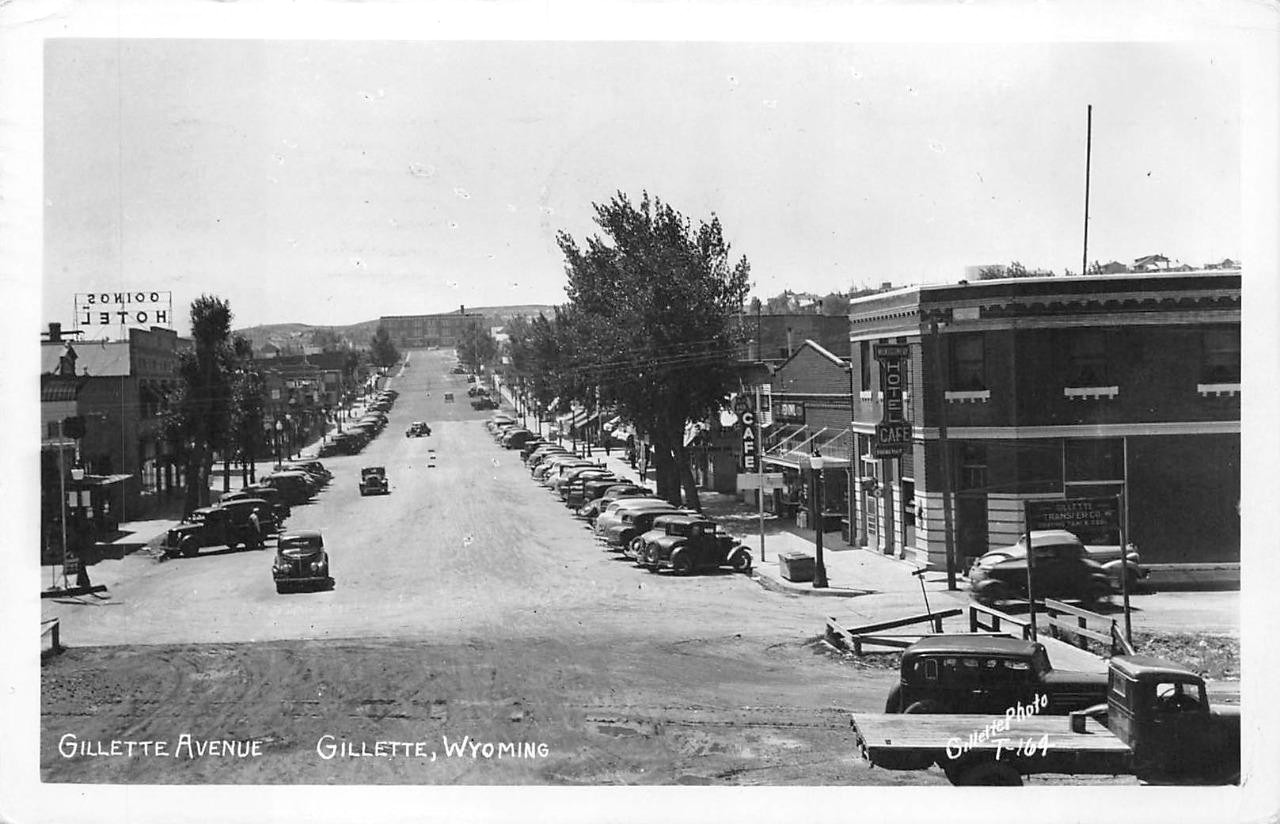
Vue de la ville de Gillette en 1951.

Le terme est généralement utilisé pour les villes champignons qui se développent rapidement, souvent grâce à des gisements de matière première précieuse.
Le terme a été employé par le psychologue Eldean Kohrs pour tenter de décrire les impacts sociaux du développement rapide de la ville champignon de Gillette, dans le Wyoming, dans les années 1960.